# اد هریس
اد هریس.(انگلیسی: Edward Allen Harris) (زاده ۲۸ نوامبر ۱۹۵۰) بازیگر و فیلمساز آمریکایی است. بازی‌های او در فیلم‌های متعددی مانند آپولو ۱۳، نمایش ترومن (۱۹۹۸)، پولاک (۲۰۰۰) دشمن پشت دروازه ها (2001) ساعت‌ها (۲۰۰۲) تحسین منتقدان و نامزدی جایزه‌های مختلفی را به همراه داشته است.

## گزیدهٔ فیلم‌شناسی
- به همین خیال باش! (۱۹۸۱)
- شیفت بعدازظهر (۱۹۸۴)
- رویاهای شیرین (۱۹۸۵)
- آخرین مرد بی‌گناه (۱۹۸۷)
- کشتن یک کشیش (۱۹۸۸)
- ورطه (۱۹۸۹)
- چاقوی ضامن دار (۱۹۸۹)
- کلاه پوستی گلن روز (۱۹۹۲)
- شرکت (۱۹۹۳)
- پول شیر (۱۹۹۴)
- آپولو ۱۳ (۱۹۹۵)
- نیکسون (۱۹۹۵)
- انگیزه عدالت (۱۹۹۵)
- صخره (۱۹۹۶)
- چشم در برابر چشم (۱۹۹۶)
- قدرت مطلق (۱۹۹۷)
- نامادری
- نمایش ترومن
- سومین معجزه (۲۰۰۰)
- یک ذهن زیبا (۲۰۰۱)
- سربازان بوفالو (۲۰۰۱)
- دشمن پشت دروازه‌ها (۲۰۰۱)
- پرایم گیگ (۲۰۰۱)
- ساعت‌ها (۲۰۰۲)
- رادیو (۲۰۰۳)
- ننگ بشری (۲۰۰۳)
- گذر از زمستان (۲۰۰۵)
- رونویسی برای بتهوون (۲۰۰۶)
- گنجینه ملی: کتاب رمز (۲۰۰۷)
- نظافتچی (۲۰۰۷)
- وضعیت مطلوب (۲۰۰۸)
- راه بازگشت (۲۰۱۰)
- بلوار نجات (۲۰۱۱)
- مردی روی لبه (۲۰۱۲)
- شبح (۲۰۱۳)
- چهره عشق(۲۰۱۳)
- رنج و گنج (۲۰۱۳)
- جاذبه (۲۰۱۳)
- برف‌شکن (۲۰۱۳)
- در نبردی مشکوک (۲۰۱۶)
- دنیای غرب (مجموعه تلویزیونی) (۲۰۱۶)
- مادر! (۲۰۱۷)
- تاپ گان: ماوریک  (۲۰۲۲)
- عشق دروغ خونریزی (۲۰۲۴)

## بخشی از جوایز
- کاندیدای بفتای بهترین بازیگر مکمل مرد برای فیلم نمایش ترومن در سال ۱۹۹۸
- کاندیدای بفتای بهترین بازیگر مکمل مرد برای فیلم ساعت‌ها سال ۲۰۰۲